# 37e gala des prix Félix
 Le 37e gala des prix Félix, organisé par l'Association québécoise de l'industrie du disque, du spectacle et de la vidéo s'est déroulé le 8 novembre 2015 et a récompensé les artistes québécois de la chanson. Il était animé par Louis-José Houde.

## Album de l'année – Adulte contemporain
- Finalistes: Si l'aurore (Marie-Pierre Arthur), Sur la terre (Pierre Flynn), Hervieux (Marc Hervieux), Après la tombée du rideau (Patrick Norman), Un homme qui vous ressemble (Mario Pelchat)
- Lauréat: Si l'aurore (Marie-Pierre Arthur)

## Album de l'année – Pop
- Finalistes: Jérôme Couture (Jérôme Couture), Là dans ma tête (Marc Dupré), Deuxième acte (Sally Folk), M (Marie-Mai), 22h22 (Ariane Moffatt)
- Lauréat: M (Marie-Mai)

## Album de l'année – Rock
- Finalistes: Toutte est temporaire (Daniel Boucher), Chien noir (Caravane), À Paradis City (Jean Leloup), Île de rêve (les Marinellis), Santa Maria (Dany Placard)
- Lauréat: À Paradis City (Jean Leloup)

## Album ou DVD de l'année – Humour
- Finalistes: Monsieur Latreille en rappel (Réal Béland), Les Appendices chantent les chansons de la 7e saison et quelques autres qu'ils trouvaient bonnes (les Appendices), Comme du monde (les Denis Drolet), Paquet voit le jour (Dominic Paquet), Torture (Jean-Marc Parent)
- Lauréat: Torture (Jean-Marc Parent)

## Album de l'année – Folk
- Finalistes: Face à l'ouest (Kevin Parent), La foire et l'ordre (Philippe Brach), Les grandes artères (Louis-Jean Cormier), Plus tard qu'on y pense (Fred Pellerin), Panorama (Tire le coyote)
- Lauréat: Plus tard qu'on y pense (Fred Pellerin)

## Album de l'année – Country
- Finalistes: Fille du vent (Cindy Béland), Vol. 2 (Éric Goulet), 3e Rue Sud (Maxime Landry, 20 Laurie Leblanc), Mario Peluso et les Hobos Hurleurs (Mario Peluso)
- Lauréat:3e Rue Sud (Maxime Landry)

## Album de l'année – Meilleur vendeur
- Finalistes: Merci Serge Reggiani (Isabelle Boulay), Là dans ma tête (Marc Dupré), À Paradis City (Jean Leloup), M (Marie-Mai), Plus tard qu'on y pense (Fred Pellerin)
- Lauréat: Plus tard qu'on y pense (Fred Pellerin)

## Auteur ou compositeur de l'année
- Finalistes: Guillaume Beauregard, Fanny Bloom, Louis-Jean Cormier, Pierre Flynn, Jean Leloup
- Lauréat: Jean Leloup

## Chanson de l'année
- Finalistes: Rien à faire (Marie-Pierre Arthur), Avant de disparaître (Claude Bégin), Oublie moi (Carry on) (Cœur de pirate), Si tu reviens (Louis-Jean Cormier), Espionne russe (Joseph Edgar), Le monde est virtuel (Serge Fiori), Paradis City (Jean Leloup), Mécanique générale (Patrice Michaud), Debout (Ariane Moffatt), Les colorés (Alex Nevsky)
- Lauréat: Paradis City (Jean Leloup)

## Groupe de l'année
- Finalistes: Alfa Rococo, Galaxie, Kaïn, Marie-Ève Janvier et Jean-François Breau, Radio Radio
- Lauréat: Galaxie

## Interprète féminine de l'année
- Finalistes: Marie-Pierre Arthur, Brigitte Boisjoli, Isabelle Boulay, Marie-Mai, Ariane Moffatt
- Lauréat: Ariane Moffatt

## Interprète masculin de l'année
- Finalistes: Louis-Jean Cormier, Jean Leloup, Alex Nevsky, Vincent Vallières, Marc Dupré
- Lauréat: Jean Leloup

## Révélation de l'année
- Finalistes: Bernhari, Philippe Brach, Jérôme Couture, Valérie Lahaie, David Portelance
- Lauréat: Philippe Brach

## Artiste de la francophonie s'étant le plus illustré au Québec
- Finalistes: Patrick Bruel, Francis Cabrel, la Compagnie créole, Stromae, Zaz
- Lauréat: Stromae

## Artiste québécois s'étant le plus illustré hors Québec
- Finalistes: Cœur de pirate, Pierre Lapointe, les Sœurs Boulay, Klô Pelgag, The Barr Brothers, The Seasons
- Lauréat: Pierre Lapointe

## Spectacle de l'année – Auteur-compositeur-interprète
- Finalistes: Accords (Sylvain Cossette), Le voyage d'hiver (Keith Kouna), 22h 22 (Ariane Moffatt), Himalaya mon amour (Alex Nevsky), Le feu de chaque jour (Patrice Michaud)
- Lauréat: Le feu de chaque jour (Patrice Michaud)

## Spectacle de l'année – Interprète
- Finalistes: Légendes d'un peuple (Artistes variés), Sans regret (Brigitte Boisjoli), Merci Serge Reggiani (Isabelle Boulay), À la croisée des silences (Chloé Sainte-Marie), Les années bonheur (Michel Louvain, Renée Martel et Chantal Pary)
- Lauréat: Merci Serge Reggiani (Isabelle Boulay)

## Spectacle de l'année – Humour
- Finalistes: Philippe Bond 2 (Philippe Bond), Pas trop catholique (Cathy Gauthier), Plus sexy que jamais (Philippe Laprise), One Man Show (Emmanuel Bilodeau), Chien (Mike Ward)

Lauréat: Pas trop catholique (Cathy Gauthier)

## Vidéoclip de l'année
- Finalistes: Si tu reviens (Louis-Jean Cormier), Mardi gras (Pierre Kwenders), Automne (Loud Lary Ajust), Je cours après Marie (Patrice Michaud), Debout (Ariane Moffatt)
- Lauréat: Mardi Gras (Pierre Kwenders)

## Félix honorifique
- Dominique Michel

## Sources
- Gala de l'ADISQ 2015